# Metasia ossealis
Metasia ossealis is een vlinder uit de familie van de grasmotten (Crambidae), uit de onderfamilie van de Spilomelinae. De wetenschappelijke naam van deze soort is voor het eerst voorgesteld door Otto Staudinger in een publicatie uit 1879.
De soort komt voor in Turkije.